# Bartholomäus III. von Tinti
Bartholomäus III. Reichsfreiherr von Tinti, Herr und Landmann in Tirol (* 19. Dezember 1736 in Wien; † 24. Dezember 1794 ebenda) war Herr auf Schallaburg und Freimaurer.

## Leben

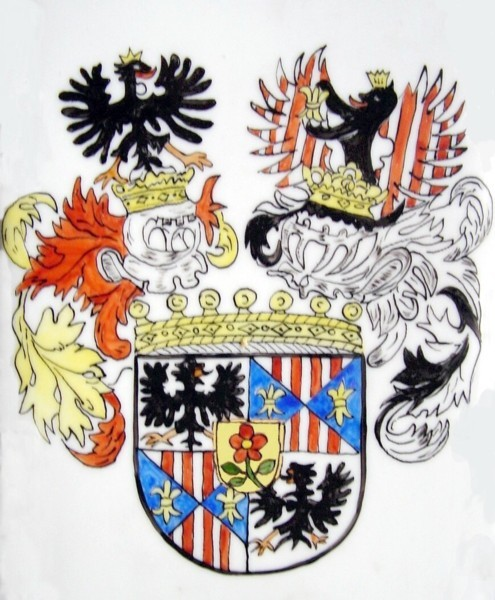
Wappen der Familie Tinti

Bartholomäus III. war Enkel des Bartholomäus I. Reichsfreiherren von Tinti. Er verkaufte 1760 das Fideikommiss Enzersdorf und erwarb dafür 1762 die Herrschaft Schallaburg (bis 1939 im Besitz der Familie) mit der Patronanz über die Pfarre Loosdorf. Er war vermählt mit Michaela von Solar (Solara) und hatte mit ihr 6 Kinder.
Bartholomäus III. von Tinti war Mitglied der Freimaurerloge Zur wahren Eintracht in Wien.
Am 12. Februar 1785 spielten Wolfgang Amadeus und Leopold Mozart sowie die Brüder Bartholomäus III. und Anton Tinti die Streichquartette KV 458, 464 und 465 für den Widmungsträger der Quartette, Joseph Haydn.